# Окањо (Комо)
Окањо је насеље у Италији у округу Комо, региону Ломбардија.
Према процени из 2011. у насељу је живело 855 становника. Насеље се налази на надморској висини од 558 м.